# Miracol

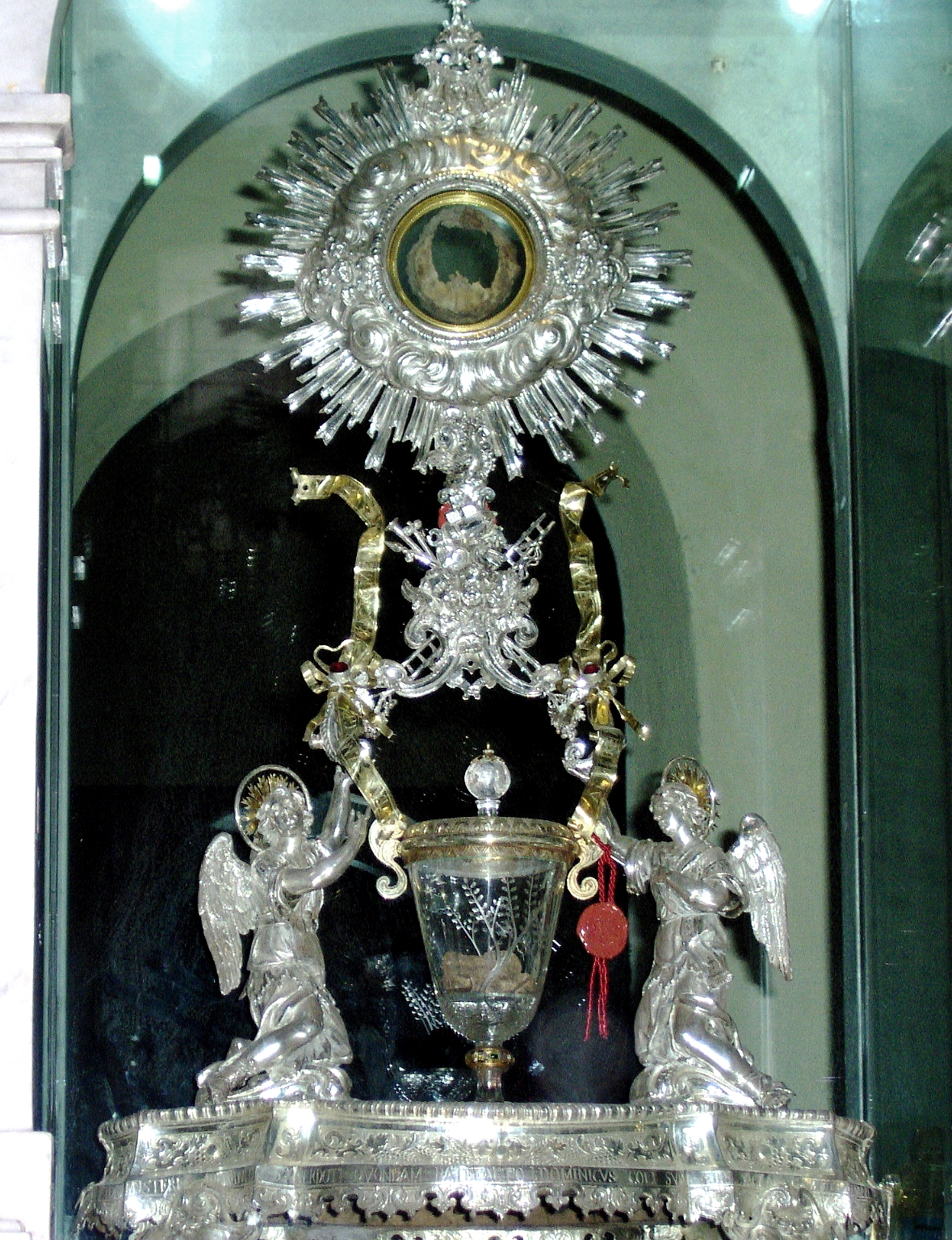
O imagine a unui obiect, parte a miracolului cunoscut sub numele de Miracolo Eucaristico di Lanciano, care s-ar fi întâmplat pentru prima dată în secolul al 8-lea.

Prin miracol, cuvânt derivat din cuvântul din latină miraculum, desemnând "ceva miraculos/minunat", se înțelege luarea la cunoștință a unei presupuse intervenții divine în Univers prin care cursul normal al evenimentelor și al legilor naturii este suspendat, schimbat, modificat sau refăcut. Deși multe texte religioase enunță miracole care s-au întâmplat și mulți oameni confirmă participarea la acestea, respectiv propovăduiesc viitoarea lor existență, confirmările științifice ale miracolelor sunt subiectul de perpetuă dispută dintre diferite grupuri de "credincioși" și "necredincioși". . Oamenii care împărtășesc diverse credințe religioase au definiții foarte diferite a ceea ce este sau nu un "miracol". Chiar și în cazul unei singure religii există adesea mai multe definiții și utilizări ale termenului, de unde și confuzia referitoare la adevărata semnificație.
Termenul "miracol" s-ar putea referi la acțiunea unei ființe supranaturale, care poate fi sau nu un zeu sau o zeitate. Prin contrast, expresia "intervenție divină" definește implicit o participare directă a unei zeități (de orice natură).
Folosit în cazuri obișnuite, termenul "miracol" se mai poate referi la orice ce ține de "învingerea" probabilității de întâmplare a unui eveniment dezastros, dar într-un mod care este în final pozitiv (așa cum ar fi supraviețuirea dintr-un dezastru natural, în decursul căruia se înregistrează mulți morți) sau la orice ce este considerat ca "minunat", "miraculos" sau "magnific" (așa cum ar fi nașterea).